# Cung tỏa châu liêm
Cung tỏa châu liêm (tiếng Trung: 宫锁珠帘, phiên âm: Gong Suo Zhu Lian, tiếng Anh: Locked Beaded Curtain), là một bộ phim truyền hình cổ trang, lịch sử và tình cảm lãng mạn Trung Quốc của đạo diễn Lý Tuệ Châu, biên kịch bởi Vu Chính. Phim được phát sóng ở Trung Quốc trên kênh Hồ Nam TV từ ngày 20 tháng 1 năm 2012 đến ngày 8 tháng 2 năm 2012.

## Nội dung
Tình Xuyên và Dận Tự trở về hiện đại thì hạnh phúc bên nhau. Bằng những kinh nghiệm đã trải qua từ thời cổ đại nàng nhanh chóng trở thành nhà biên kịch kiêm diễn viên nổi tiếng. Và đây chính là câu chuyện nàng viết về Ung Chính...
Vào năm Ung Chính triều Thanh, con gái của dự khuyết tứ phẩm Điển Nghi Lăng Trụ là Liên Nhi, nghe lời cha mà kết giao với Thập thất vương gia Dận Lễ. Hai bên giao tình đậm sâu, vốn muốn kết bái phu thê. Không ngờ Dận Lễ vì muốn cứu lão sư A Linh A, bất đắc dĩ phải lấy con gái của A Linh A là Gia Gia làm vợ. Liên Nhi đau lòng quyết định nhập cung, ngày ngày hầu hạ trong thâm cung, khát vọng một ngày có thể rời xa chốn cung đình sống cuộc sống bình yên, không ngờ lại bị các phe phái lợi dụng. Lý Vệ muốn liên minh với nàng, tổng quản thái giám Tô Bồi Thịnh muốn báo ân với nàng, Ngọc Thấu - người chị em tốt lúc mới nhập cung - lại bán đứng và hãm hại nàng. Chốn thâm cung bề ngoài tĩnh lặng nhưng bên trong lại ẩn giấu nhiều bí mật khôn lường. Vào lúc Liên Nhi mệt mỏi, chán nản, tình cờ nàng lọt vào mắt xanh của Ung Chính, trở thành Hi phi được sủng ái muôn phần. Vào lúc này nàng bỗng phát hiện ra tất cả mọi chuyện đều trở nên rất phức tạp. Dừng lại thì sẽ bị bức hại, tiếp tục thì có thể đánh mất cả bản thân mình. Ở ngã ba đường, nàng chọn cách tin vào ánh dương, tin rằng giông bão rồi cũng sẽ trôi qua. Thế là nàng kiên nhẫn tiếp tục chịu đựng. Cuối cùng cũng tự mình tạo nên khoảng trời riêng.

## Diễn viên
- Hà Thịnh Minh vai Ái Tân Giác La Dận Chân (Ung Chính Đế)
- Đỗ Thuần vai Ái Tân Giác La Doãn Lễ (Quả thân vương)
- Viên San San vai Nữu Hỗ Lộc Liên Nhi (Sùng Khánh Hoàng thái hậu)
- Thư Sướng vai Mẫu Đơn & Vân tần Hải Đường
- Trương Gia Nghê vai Cảnh Giai Ngọc Thấu (Ngọc quý nhân) (Ngọc Thấu)
- Dương Dung vai Từ Giai Tập Hương (Khiêm phi)
- Tôn Phi Phi vai Ô Lạp Na Lạp Trân Nhi (Hiếu Kính Hiến Hoàng hậu)
- Hải Lục vai Nữu Hỗ Lộc Gia Gia (Thập thất phúc tấn)
- Dương Mịch vai Tình Xuyên, Hoa Ảnh
- Triệu Lệ Dĩnh vai Bách Hợp
- Bạch Băng vai Uyển Tần
- Khương Thụy Giai vai Dung Nhi
- Vương Lâm vai Phán Xuân
- Trần Hiểu vai Thập cửu a ca
- Mã Văn Long vai Trát Lan Thái
- Bao Bối Nhĩ vai Tô Bồi Thịnh
- Vương Dương vai Lý Vệ - Lý đại nhân